# 동대문역 (경성궤도)
동대문역(東大門驛)은 지금의 서울특별시 종로구 창신동에 있던 경성궤도의 종착역이다. 경성궤도의 차고지와 회사, 서울전차 정류소가 인근에 있었다. 현재의 서울 도시철도 동대문역 남동쪽에 위치하였다.

## 연혁
- 1932년 10월 11일: 동대문-왕십리 간 2.9 km 개통과 함께 영업 개시[1]
- 1966년 7월경[2]: 운행 중지